# Corte Superior de Justicia de La Libertad
La Corte Superior de Justicia de La Libertad es el tribunal de apelación cuya sede es la ciudad de Trujillo, Perú, y cuya competencia se extiende al distrito Judicial de La Libertad. Constituye la primera corte superior de justicia creada en la república peruana con el nombre de "Corte Superior del Norte" y teniendo como antecesor a la "Cámara de Apelaciones" creada por el general José de San Martín en 1821.

## Historia

### Cámara de Apelaciones
José de San Martín por decreto del 12 de febrero de 1821 creó la Cámara de Apelaciones, con jurisdicción que alcanzó los actuales territorios de los departamentos de Tumbes, Cajamarca, Piura, Lambayeque, Amazonas y La Libertad, Fue el primer Tribunal de Justicia del Perú con sede en la ciudad de Trujillo con el objetivo de reemplazar a la Real Audiencia de Lima.

### Corte Superior del Norte
El 26 de marzo de 1824 Simón Bolívar estableció en Trujillo la primera Corte Superior de Justicia de la República del Perú, como máximo tribunal de justicia, con atribuciones de Corte Suprema, bajo la denominación de Corte Superior del Norte. Inició actividades el 4 de mayo de l824 y su ámbito comprendía los territorios de los actuales departamentos de La Libertad, Lambayeque, Piura y Amazonas.

## Competencia territorial
Según la organización territorial inicial, las Cortes Superiores tenían competencia territorial en el departamento de su sede, el mismo que se correspondía con un determinado Distrito Judicial. Sin embargo, esta división fue modificándose paulatinamente por razones de cercanía comunicativa. En la actualidad la Corte Superior de Justicia de La Libertad es competente territorialmente sobre 11 provincias del departamento de La Libertad con la única excepción de la provincia de Bolívar que está bajo la jurisdicción de la Corte Superior de Justicia de Cajamarca.

## Composición
La Corte Superior de Justicia de La Libertad está conformada por 12 salas superiores:
- 3 Salas Civiles con sede en Trujillo.
- 5 Salas Laborales con sede en Trujillo.
- 3 Salas Penales con sede en Trujillo
- 1 Sala Mixta con sede en Huamachuco

Cada Sala está conformada por tres jueces superiores que, en el Perú, reciben la denominación de "vocales superiores". La reunión de todos los vocales superiores constituyen la "Sala Plena" que es el máximo órgano deliberativo de la Corte Superior.

## Presidente de la Corte Superior
De conformidad con los artículos 38 y 45 de la Ley Orgánica del Poder Judicial, los vocales eligen un Presidente de la Corte Superior. En el caso de Huánuco, la elección se realiza el primer jueves del mes de diciembre cada dos años mediante votación secreta de los vocales superiores titulares.
El actual Presidente de la Corte Superior es el doctor Víctor Alberto Martín Burgos Mariño.